# Convenció sobre l'eliminació de totes les formes de discriminació contra la dona
La Convenció sobre l'eliminació de totes les formes de discriminació contra la dona (o CEDAW, que són les seves sigles en anglès) és un tractat internacional adoptat el 18 de desembre de 1979 per l'Assemblea General de les Nacions Unides. Descrit com una declaració de drets internacional per a les dones, va entrar en vigor el 3 de setembre de 1981 i ha estat ratificat per 188 estats. Més de cinquanta països que han ratificat la convenció ho han fet amb subjecció a determinades declaracions, reserves i objeccions, incloent 38 països que van rebutjar l'aplicació de l'article 29, que s'ocupa dels mitjans per a resoldre controvèrsies relatives a la interpretació o aplicació de la convenció. La declaració d'Austràlia va destacar les limitacions del poder del govern central com a resultat del seu sistema constitucional federal. Els Estats Units i Palau han signat, però no han ratificat el tractat. La Santa Seu, Iran, Somàlia, Sudan del Sud, Sudan i Tonga no són signataris de la convenció.

## La convenció
La convenció defineix la discriminació contra les dones en els termes següents:
| «                                               | Tota distinció, exclusió o restricció basada en el sexe que tingui per objecte o per resultat menyscabar o anul·lar el reconeixement, gaudi o exercici per la dona, independentment del seu estat civil, sobre la base de la igualtat de l'home i la dona, dels drets humans i les llibertats fonamentals en les esferes política, econòmica, social, cultural i civil o en qualsevol altra esfera. | » |
| — Assemblea General de l'ONU, CEDAW (Article 1) | |   |

També estableix una agenda d'acció per posar fi a la discriminació basada en el sexe. Els estats han de prendre mesures per intentar eliminar els prejudicis i costums basats en la idea de la inferioritat o la superioritat d'un dels sexes o en rols femenins i masculins estereotipats.
El conveni requereix als estats ratificants, per consagrar la igualtat de gènere en la seva legislació interna, derogar totes les disposicions discriminatòries de la seva legislació, i establir-ne de noves per protegir-se de la discriminació contra les dones (articles 2 i 3). No obstant això, la protecció especial de la maternitat no es considera discriminació de gènere (article 4), tampoc les mesures apropiades, incloses les legislatives, per suprimir totes les formes de tràfic de dones i la prostitució forçosa (article 6). Cal, també, la igualtat d'oportunitats en l'educació per a les estudiants de sexe femení i l'estímul de l'educació mixta (article 10). Així mateix, s'han d'establir tribunals, i institucions públiques per garantir a les dones una protecció eficaç contra la discriminació, i prendre mesures per eliminar totes les formes de discriminació contra les dones practicades per persones, organitzacions i empreses (article 2.e).

## El conveni amb les resolucions 1325 i 1820 del Consell de Seguretat de les Nacions Unides

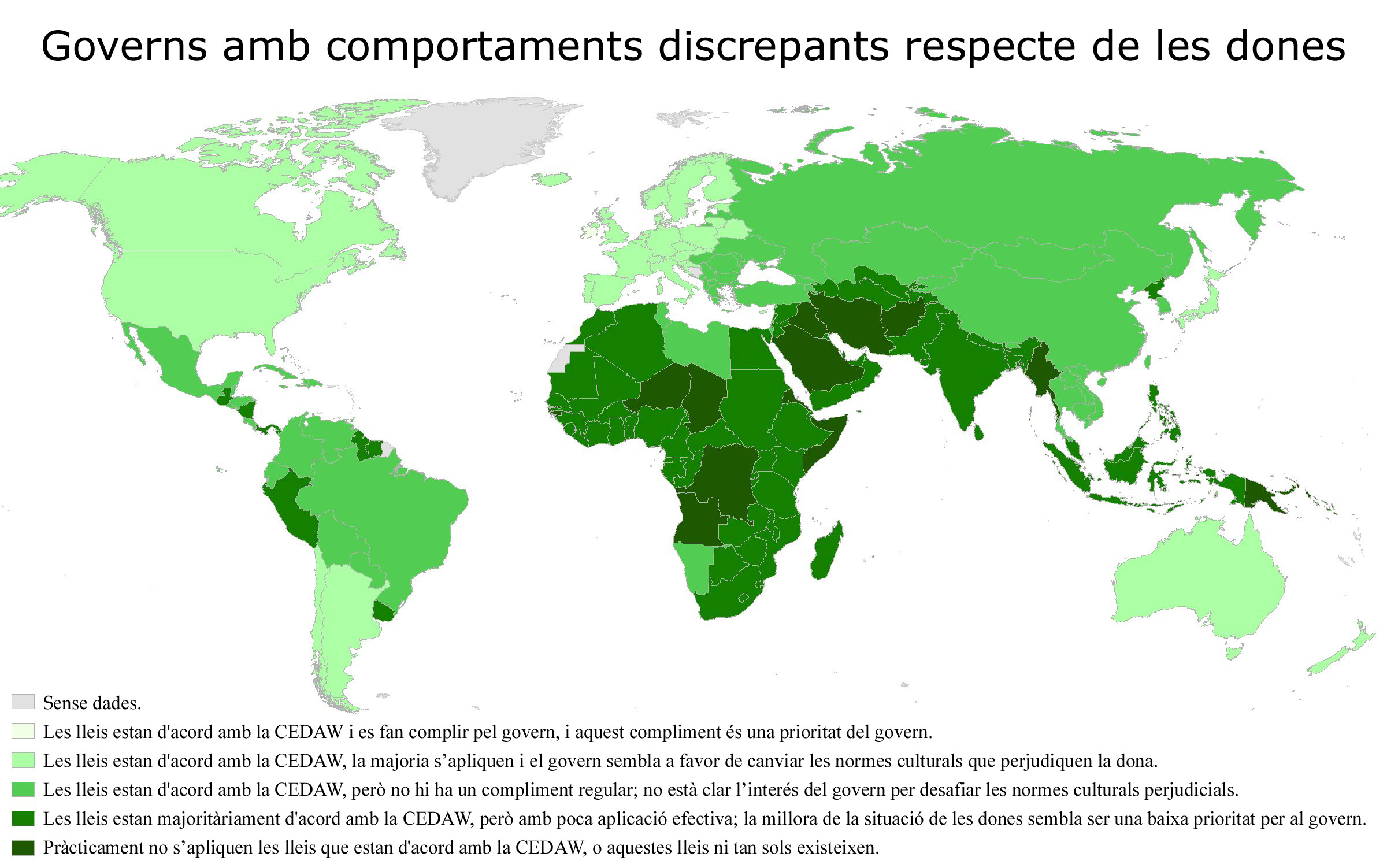
Mapa mundial sobre el compliment del CEDAW el 2010

El 10è aniversari de la Resolució 1325 posa de manifest els mecanismes de la CEDAW
El 10è aniversari de la Resolució 1325 del Consell de Seguretat de l'ONU sobre Dones, Pau i Seguretat, a l'octubre de 2010, va posar en relleu la creixent demanda de rendició de comptes sobre la seva aplicació. Molts van expressar la seva preocupació pel fet que només 22 estats membres dels 192 hagueren adoptat plans d'acció nacionals. Les dones encara estaven infrarepresentades, si no totalment absents en la majoria de les negociacions de pau oficials, i la violència sexual en els conflictes continuava augmentant.
Aquestes realitats posaren èmfasi en la necessitat d'utilitzar altres mecanismes legals per enfortir la implementació de la Resolució 1325, particularment la CEDAW. Els mecanismes ben establerts de la CEDAW: l'informe de compliment dels estats membres i el procés de presentació d'informes alternatius de la societat civil van ser citats com a poderosos instruments per a assegurar la rendició de comptes.
Diverses reunions regionals i internacionals, incloent-hi el Seminari d'Alt Nivell «1325 in 2020: Looking Forward…Looking Back» (1325 a 2020: Mirant cap al futur... Mirant cap enrere), organitzat per l'African Center for the Constructive Resolution of Disputes (Centre Africà per a la Resolució Constructiva de Disputes), i la «Stockholm International Conference 10 years with 1325 – What now?» (Conferència Internacional d'Estocolm: I ara què?) van fer una crida a favor de l'ús de la CEDAW per a millorar l'aplicació de la resolució 1325.
Intersecció entre la Resolució 1325 del Consell de Seguretat i la CEDAW
Encara que la CEDAW i les resolucions 1325 i 1820 sobre Dones, Pau i Seguretat del Consell de Seguretat de l'ONU són importants instruments internacionals, també hi ha una intersecció entre les tres normes que es pot utilitzar per a millorar la seva aplicació i impacte. Les resolucions 1325 i 1820 amplien l'àmbit d'aplicació de la CEDAW en aclarir la seva pertinència per a totes les parts en conflicte, mentre que la CEDAW proporciona orientació estratègica concreta respecte de les accions que s'han d'adoptar en els amplis compromisos descrits en les dues resolucions. La CEDAW és un tractat internacional de drets humans que ha de ser incorporat en la legislació nacional com la norma de més alt nivell respecte dels drets de les dones. Obliga els estats membres de l'ONU que l'han ratificat (185 fins a la data) a posar en marxa mecanismes per a la realització plena dels drets de les dones.
La Resolució 1325 és una norma internacional aprovada per unanimitat pel Consell de Seguretat que obliga els estats membres de les Nacions Unides a involucrar les dones en tots els aspectes de la construcció de la pau, que inclou garantir la participació de les dones en tots els nivells de la presa de decisions sobre qüestions de pau i seguretat. La Resolució 1820 vincula la violència sexual com a tàctica de guerra amb el manteniment de la pau i la seguretat internacionals. També exigeix un ampli informe del secretari general de l'ONU sobre l'aplicació i les estratègies per a millorar el flux d'informació al Consell de Seguretat, i l'adopció de mesures de protecció i prevenció concretes per posar fi a la violència sexual. Les resolucions 1325 i 1820, i la CEDAW comparteixen el següent programa sobre els drets humans i la igualtat de gènere de les dones:
1. Demanda de participació de les dones en la presa de decisions a tots els nivells.
2. Rebuig de la violència contra les dones, ja que impedeix l'avanç de les dones i manté la seva condició de subordinació.
3. La igualtat de dones i homes davant la llei; protecció de les dones i les noies amb l'imperi de la llei.
4. Demanda de forces i sistemes de seguretat per a protegir les dones i les noies davant la violència de gènere.
5. El reconeixement del fet que les diferents experiències i càrregues de les dones i les noies provenen de la discriminació sistèmica.
6. Assegurar-se que les experiències, necessitats i perspectives de les dones s'incorporin en les decisions polítiques, legals i socials que determinen l'assoliment de la pau justa i duradora.

Una observació general del Comitè de la CEDAW podria enfortir la defensa de les dones respecte de la plena aplicació de les resolucions 1325 i 1820 a nivell del país i de la comunitat. Per contra, la rellevància de la CEDAW a les zones afectades pel conflicte serà encara major amb les dues resolucions. En altres paraules, els tres instruments internacionals es reforcen entre si i són molt més eficaços si s'usen junts en l'aprofitament dels drets humans de les dones.